# アメリカ・南太平洋局 (タイ)
タイ王国外務省アメリカ・南太平洋局(タイ語:กรมอเมริกาและแปซิฟิกใต้、英語：Department of American and South Pacific Affairs）は、タイ王国内閣外務省の内部部局の一つ。

## 概要
アメリカ・南太平洋局は、北アメリカ、ラテンアメリカ、南太平洋諸国家、諸国連合、国際機関の情勢分析、将来予測を行いつつ、外交政策の立案を行い、それに基づいて二国間及び多国間協力を構築することで、国威と国益の保全を達成することを目的とする。

## 下位組織
1. 総務課 （สำนักงานเลขานุการกรม）-局行政関連事務、予算、方針
2. 北アメリカ課（กองอเมริกาเหนือ）-北アメリカ地域担当
3. ラテンアメリカ課（กองลาตินอเมริกา）-ラテンアメリカ地域担当
4. 南太平洋課（กองแปซิฟิกใต้）-南太平洋地域担当。

総務課以外は、国・地域ごとに分担している。さらに、以下の4点の業務を担当することになっている。
1. 担当する国家、国家群、地域、国際機関の政治、治安、経済、文化、社会の分析と将来状況予測
2. 担当地域に関する外交政策提言
3. 担当地域にタイ代表として連絡
4. 担当地域に関する関連業務

## 所在地
- バンコク　ラーチャテーウィー区 トゥンパヤー

タイ地区 シーアユタヤ通り443　シーアユタヤ・
ビルディング （อาคารถนนศรีอยุธยา เลขที่ 443 ถนนศรีอยุธยา แขวงทุ่งพญาไท เขตราชเทวี　กรุงเทพมหานคร 10400）

## 関連事項
- 外務省